# Dominique Bozo
Pour les articles homonymes, voir Bozo.
 (juillet 2016).
Si vous disposez d'ouvrages ou d'articles de référence ou si vous connaissez des sites web de qualité traitant du thème abordé ici, merci de compléter l'article en donnant les références utiles à sa vérifiabilité et en les liant à la section « Notes et références ».
Dominique Bozo, né le 28 janvier 1935  à Alençon (Orne) et mort le 28 avril 1993 à Paris 7e, est un responsable d'institutions culturelles français.

## Biographie
Dominique Bozo suit les enseignements de l’École du Louvre, de l'Institut d'art et d'archéologie et de l'École pratique des hautes études. Il est chercheur à l’inventaire général avant de devenir conservateur des musées de France et d'entrer en 1969 au Musée national d'art moderne, alors installé au palais de Tokyo, pour s'occuper de définir le programme muséographique du nouveau musée qui devait être construit sur le plateau Beaubourg. 
À partir de 1974, il négocie avec la famille Picasso la dation qui est à l'origine de la création du musée Picasso dont il est le premier directeur. C'est alors qu'il prépare les rétrospectives Picasso présentées au Grand Palais et au Museum of Modern Art (MoMA) de New York en 1979 et 1980.
Conservateur général des musées de France, il dirige ensuite le Musée national d'art moderne (1981-1986). Il poursuit l’achat de chefs-d’œuvre de Matisse, Miró ou Mondrian et l’ouverture des collections à de nouvelles tendances de l’art contemporain, grâce notamment aux activités des Galeries contemporaines du Centre Georges-Pompidou, après les années 1973-1975 qui voient entrer les premières œuvres d’artistes américains, tels De Kooning et Pollock. Il démissionne en 1986 pour protester contre son manque de moyens et d'autonomie.
La même année, il est nommé délégué aux arts plastiques au ministère de la Culture et occupe cette fonction jusqu'en 1990. 
Il est alors nommé président du Conseil scientifique du patrimoine muséographique du XXe siècle et revient au Centre Georges-Pompidou comme directeur conjoint du musée national d'art moderne et du Centre de création industrielle. 
Nommé président du Centre national d'art et de culture Georges-Pompidou le 29 août 1991, il engage l'institution dans un important mouvement de rénovation. Celle-ci s'affirme à l’occasion de l'exposition « Manifeste » (terme générique désignant à la fois l’inventaire de la cargaison d’un navire et la déclaration d’intention). De cette vaste opération  toutes les branches du Centre Pompidou et tous les organismes associés sont parties prenantes. 
Dominique Bozo entreprend une vaste réforme de structure en fusionnant le musée national d'art moderne et le centre de création industrielle (CCI). À côté de ce nouveau département, le cinéma, les spectacles et les activités de parole sont rassemblés au sein d'un nouveau « département du développement culturel » (DDC). Parallèlement à la disparition de fait du CCI, le musée entreprend de constituer une collection de design et d'architecture, comme le Museum of modern art de New York en avait montré l'exemple.
Dominique Bozo entreprend également la rénovation du bâtiment et la restructuration des accès. Mais l’exposition « Matisse » est la dernière manifestation conçue sous sa direction : il meurt d'un cancer en avril 1993.